# 獨立發電廠
獨立發電廠（英語：Independent Power Producer，簡稱），又稱為非公用事業發電廠（Non-utility generator，簡稱），是指非由綜合電業公司經營、或不屬公用事業的發電廠。在電力產業中，分為發電、輸電、配電三部分；若一家電力公司經營業務包含這三部分，則稱之為綜合電業公司，相對若只有經營發電業務，則稱之為獨立發電廠或簡稱為IPP。
在台灣，由於綜合電業公司沒有開放民營，只有一家國營的台灣電力公司，而獨立發電廠開放民間設立，因此IPP通常都是指民營電廠。
在美國，IPP也可以指「非公用事業發電廠」，這兩個詞是可互換的。NUG是指不需負擔公用事業的部分，也就是說它不一定要賣電給向它申請用電的用戶。NUG可以是民營電廠。在1987年美國實施《公用事業管制政策法》（PURPA, Public Utility Regulatory Policies Act）以前，NUG並不多。在PURPA第210節規定綜合電業公司向NUG購買電力，讓NUG有足夠的獲利。